# Svatomariánské údolí
Svatomariánské údolí je přírodní rezervace poblíž města Chotěboř v okrese Havlíčkův Brod v nadmořské výšce 394–410 metrů. Oblast spravuje Krajský úřad Kraje Vysočina.  Důvodem ochrany je zachovalé, přirozeně se utvářející koryto řeky Doubravy s výskytem lužních jasanových olšin v navazující nivě a s výskytem vzácných a zvláště chráněných druhů rostlin a živočichů.
Během vertebratologického průzkumu před vyhlášením rezervace zde bylo zaznamenáno 94 druhů obratlovců (9 ryb, 4 obojživelníci, 2 plazi, 64 ptáků a 15 savců). Svým romnožovacím cyklem je na území rezervace vázáno 69 druhů.

## Galerie

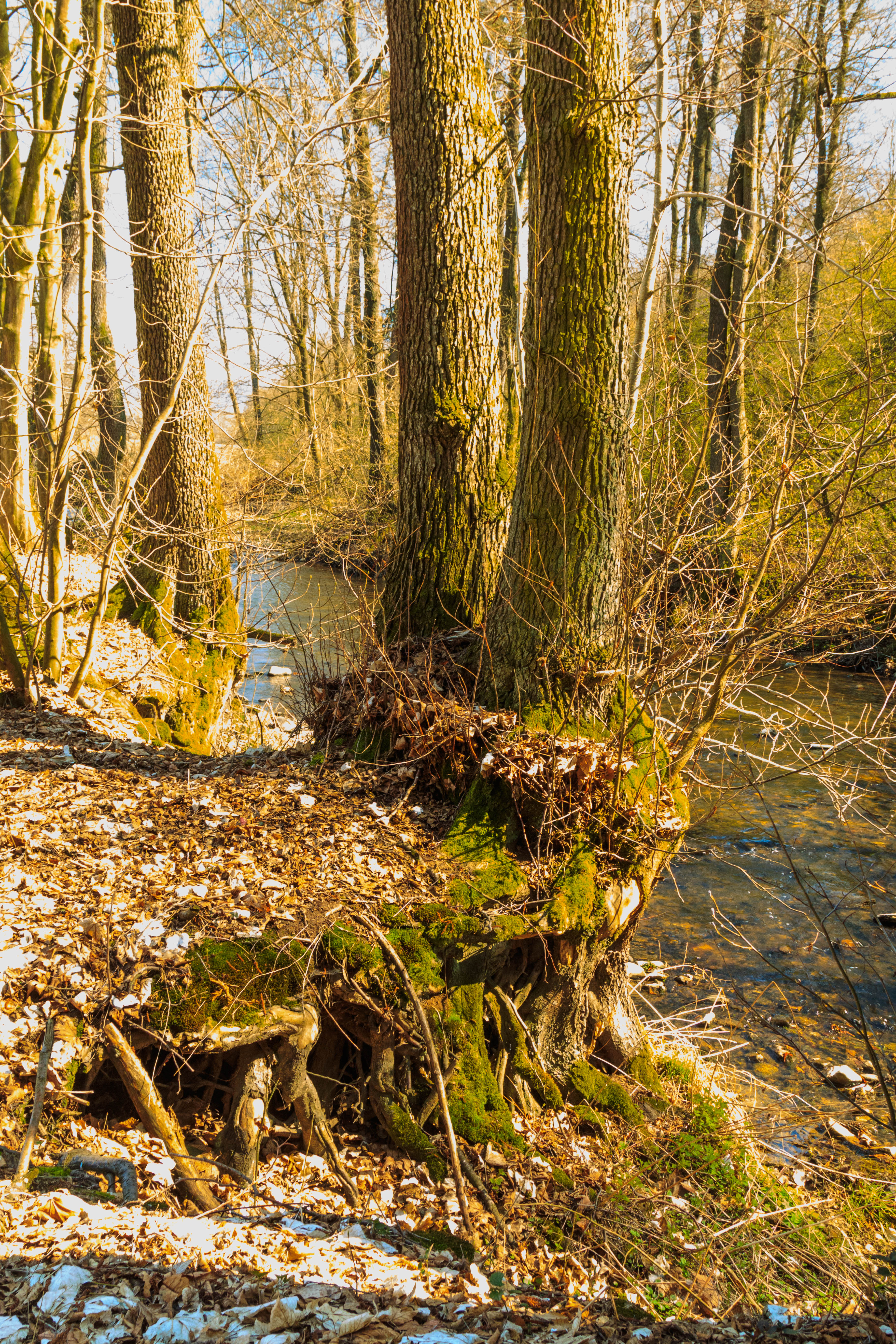
PR Svatomariánské údolí
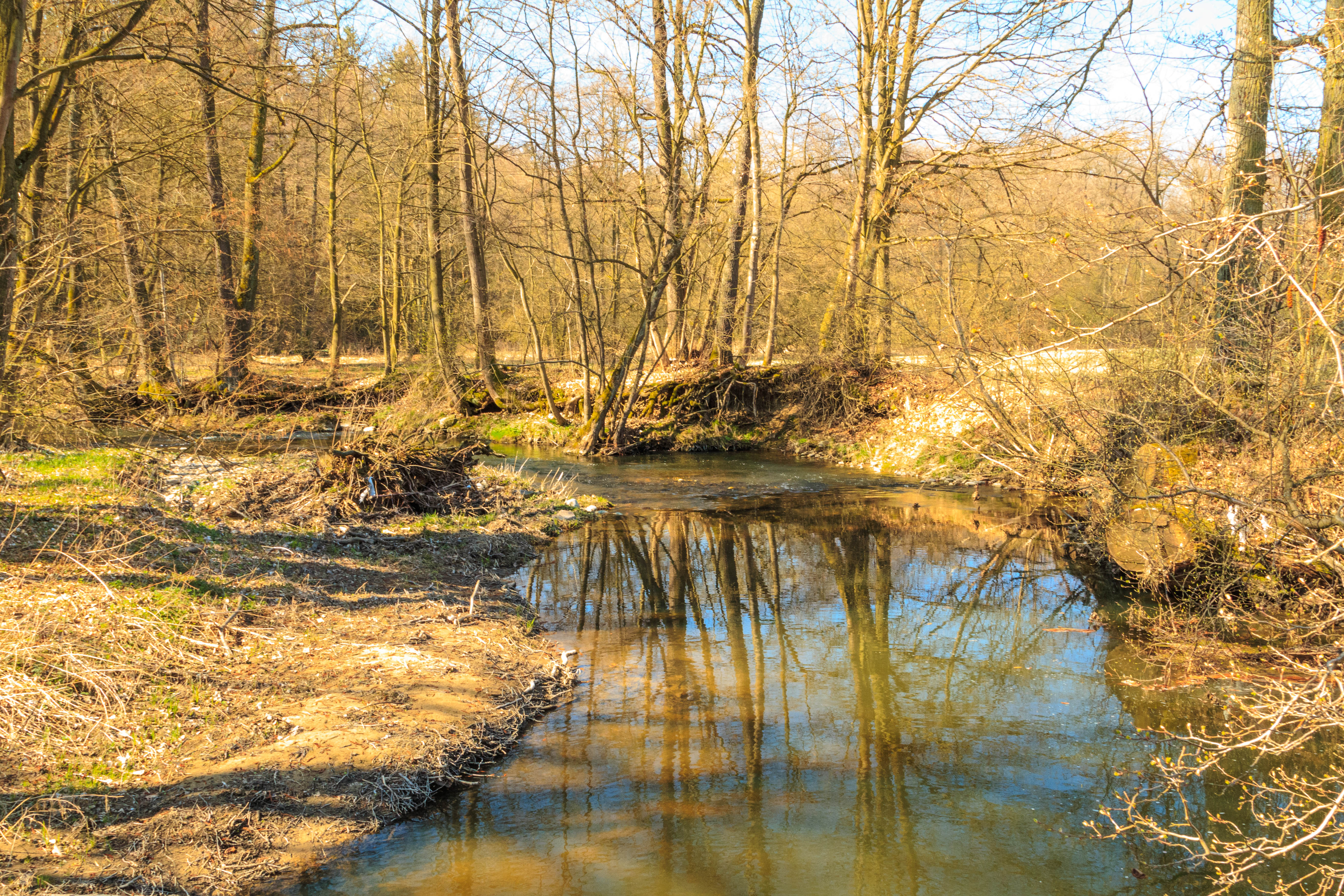
PR Svatomariánské údolí
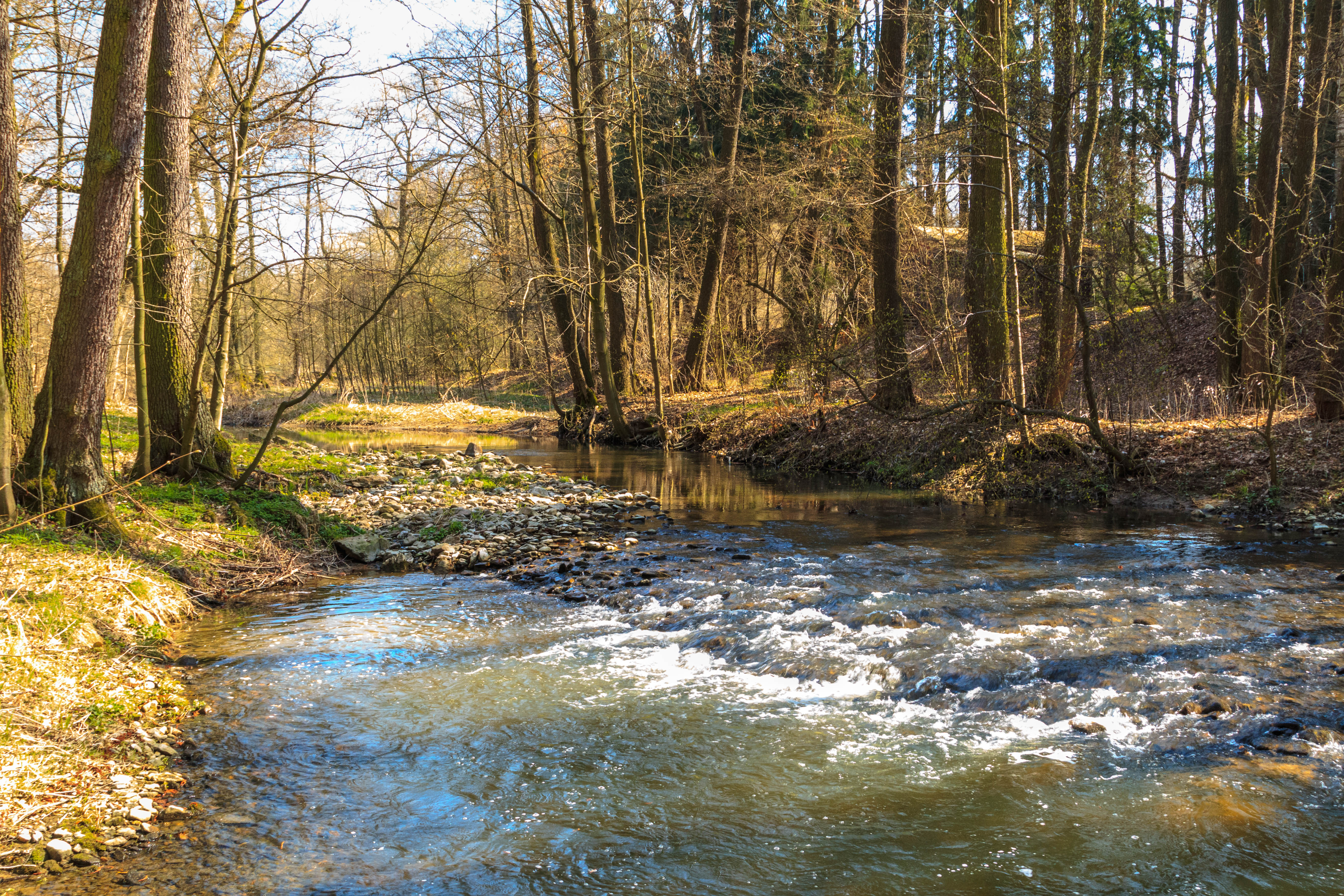
PR Svatomariánské údolí
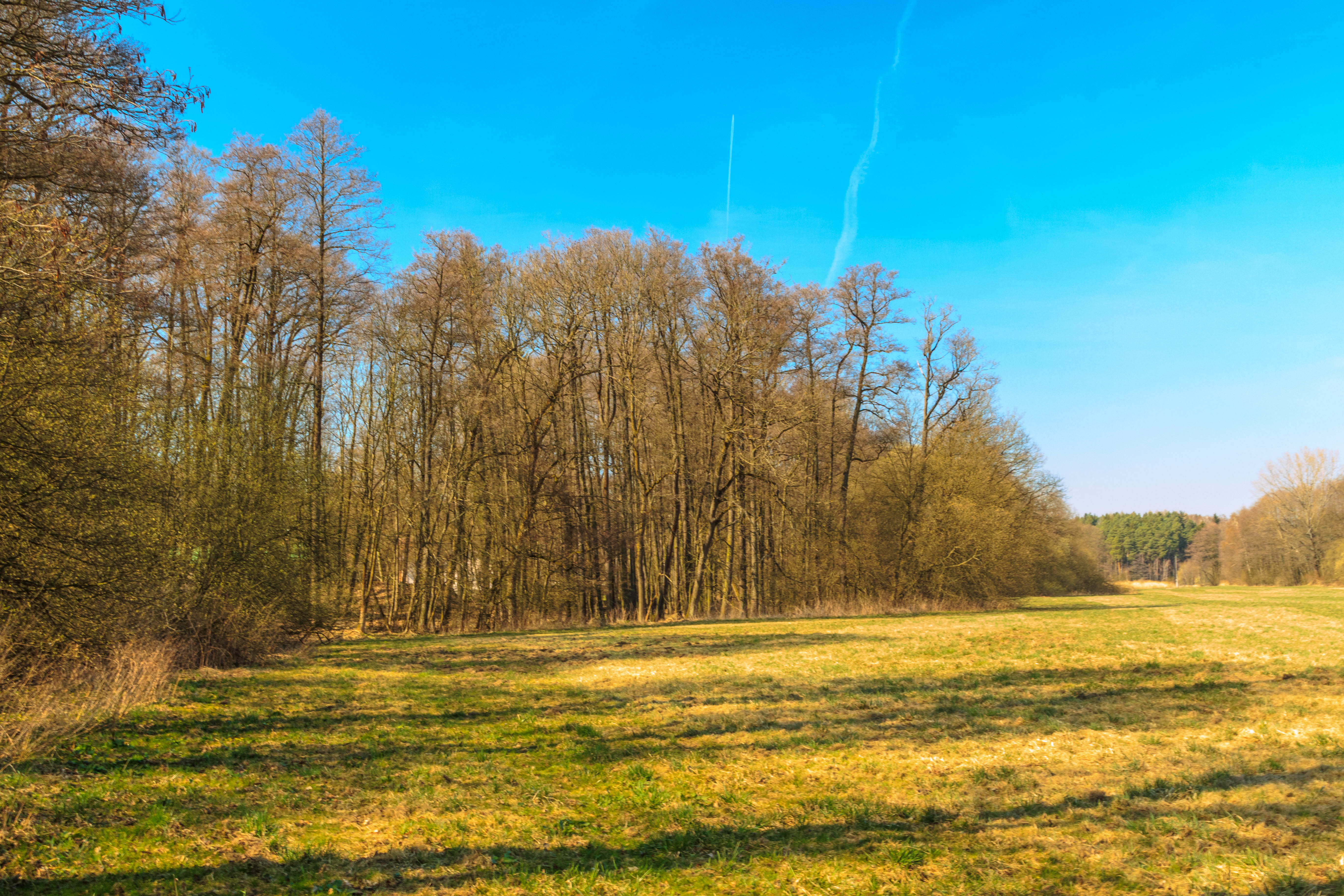
PR Svatomariánské údolí